# Setter (motorfiets)
Setter is een voormalig Spaans merk van fietsen en motorfietsen. Het merk kwam aanvankelijk onder de naam "Santoja" op de markt.
Miguel Santoja Santoja, een monteur die was geboren in Alcoy, richtte het merk in het begin van de jaren vijftig op in Elx. Hij produceerde fietsen, die in sommige gevallen werden voorzien van een hulpmotor met rolaandrijving. Dat gebeurde nog onder zijn eigen naam "Santoja", maar al snel veranderde de naam in "Setter". Begin jaren zeventig produceerde het bedrijf al lichte motorfietsjes van 44-, 49-, 60-, 74- en 125 cc. De motorblokjes werden ook als inbouwmotor geleverd aan het merk Ducson in Barcelona. Men leverde ook fietsen aan Rafael Mira e Hijos (Rafael Mira en Zonen), die onder de merknaam RMH werden verkocht, maar met motorblokjes van Hispano-Villiers.
In het begin had het bedrijf 30 werknemers en in 1958 produceerde men 400 eenheden. De totale productie bedroeg ca. 7.000 eenheden.
Begin jaren zeventig ging het bedrijf failliet, maar daarna begon Santoja en Zonen machines voor de productie van schoenen te maken onder de naam "Zetter".